# Haplophragma
Haplophragma Dop es un género con cuatro especies de árboles de la familia Bignoniaceae.
The Plant List lo considera un sinónimo (de qué?).

## Taxonomía
El género fue descrito por Paul Louis Amans Dop  y publicado en Bulletin de la Société Botanique de France 72: 889–890. 1926. La especie tipo es: Haplophragma adenophyllum

## Especies seleccionadas
- Haplophragma adenophyllum
- Haplophragma macrolobum
- Haplophragma serratum
- Haplophragma sulfureum